# نت آیدی
Net-ID یک سیستم شناسایی دیجیتال است که توسط PBS و بانک‌های دانمارک توسعه یافته‌است. Net-ID می‌تواند برای تأیید هویت کاربر در وب سایت‌های مختلف استفاده شود. این سیستم مبتنی بر سیستم امنیتی بانک‌های آنلاین دانمارکی است و با ورود از طریق بانکداری آنلاین شما استفاده می‌شود.

## همچنین مشاهده کنید
- امضای دیجیتالی

## ارجاعات خارجی
- وب سایت Net-ID در PBS در بایگانی‌شده  در ۲۰۰۸-۱۲-۰۲ توسط Wayback Machine